# Neisseria elongata
Neisseria elongata – gatunek Gram-ujemnej bakterii o rzadko spotykanym wśród przedstawicieli Neisseria wydłużonym kształcie (pałeczka). Bakteria ta zasiedla ludzką nosogardziel.

## Hodowla i morfologia

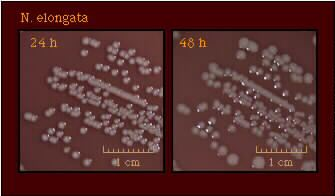
Zdjęcie przedstawiające kulturę bakteryjną N. elongata w 24 i 48 godzinie hodowli

N. elongata tworzy szare kolonie o średnicy 1–1,5 mm po 20 godzinach hodowli na agarze z krwią, które nie wykazują aktywności hemolitycznej i najlepiej rosną w temperaturze 33–37 °C. Bakteria ta, w przeciwieństwie do większości gatunków Neisseria, nie wytwarza katalazy. Ponadto, nie jest zdolna do redukcji azotanów, ani do fermentacji węglowodanów takich jak glukoza, maltoza, sacharoza, laktoza, arabinoza, galaktoza czy ksyloza. N. elongata jest również wrażliwa na dużą liczbę antybiotyków, m.in. kolistynę, penicylinę, streptomycynę czy erytromycynę. 

## Chorobotwórczość
Neisseria elongata jest uznawana za bakterię komensalną. Odnotowano natomiast pojedyncze przypadki wywoływanych przez nią stanów patologicznych takich jak zapalenie wsierdzia czy zapalenie kości i szpiku.